# Marit Bratberg Lund
Marit Bratberg Lund (* 7. November 1997 in Ilseng) ist eine norwegische Fußballspielerin.

## Karriere

### Vereine
Marit Bratberg Lund startete ihre Karriere im Erwachsenenbereich beim FL Fart im Jahr 2013. Im Sommer 2014 erfolgte ihr Wechsel zu Kolbotn IL, wo sie in der ersten Liga zum Einsatz kam. Nach sechs Jahren folgte zur Spielzeit 2021 ihr Wechsel zu IL Sandviken, mit welchen sie auf Anhieb Meister der Liga wurde. Anfang 2022 schloss sie sich mit der Frauenmannschaft Brann Bergen an und spielt dort seitdem unter SK Brann Kvinner.

### Nationalmannschaft
In den norwegischen Nachwuchsnationalmannschaften durchlief sie ab der Altersklasse U15 alle Auswahlmannschaften. Mit der U19 qualifizierte sie sich für die Europameisterschaft 2015.
Trotz ihrer Erfolge dauerte es bis zum 6. September 2022, ehe sie ihr Debüt für die A-Nationalmannschaft feierte. Beim 5:0-Sieg über die Nationalmannschaft Albaniens während der Qualifikation für die Weltmeisterschaft 2023 gehörte sie gleich der Startelf an und spielte bis zum Schlusspfiff. Es folgten weitere Einsätze in Freundschaftsspielen und Einladungsturnieren.
Am 19. Juni 2023 wurde sie für die WM-Endrunde nominiert, wurde in einem der vier Spiele ihres Teams eingesetzt und schied mit der Mannschaft im Achtelfinale gegen die Japanerinnen aus.
Am 16. Juni 2025 wurde sie für die Endrunde der EM 2025 nominiert. Sie wurde in den drei gewonnenen Gruppenspielen eingesetzt, wobei sie in den ersten beiden Spielen in der Startelf stand. Im dritten Spiel wurde sie zur zweiten Halbzeit eingewechselt und erhielt in der vierten Minute der Nachspielzeit die Gelb-Rote Karte. Dadurch war sie für das Achtelfinale gesperrt, das gegen Italien verloren wurde.